# Lancer du marteau féminin aux championnats du monde d'athlétisme 2001
Navigation
Séville 1999 Paris 2003
L'épreuve du lancer du marteau féminin des championnats du monde d'athlétisme 2001 s'est déroulée les 6 et 7 août 2001 au stade du Commonwealth d'Edmonton, au Canada. Elle est remportée par la Cubaine Yipsi Moreno.

## Résultats

### Finale
| Rang               | Athlète            | Pays        | Essais | Essais | Essais | Essais | Essais | Essais | Marque  | Notes |
| Rang               | Athlète            | Pays        | 1      | 2      | 3      | 4      | 5      | 6      | Marque  | Notes |
| ------------------ | ------------------ | ----------- | ------ | ------ | ------ | ------ | ------ | ------ | ------- | ----- |
| Médaille d'or      | Yipsi Moreno       | Cuba        | 69.55  | 69.34  | 70.65  | 61.45  | 68.84  | 66.95  | 70.65 m | AR    |
| Médaille d'argent  | Olga Kuzenkova     | Russie      | 70.61  | 69.94  | X      | X      | X      | 69.78  | 70.61 m |       |
| Médaille de bronze | Bronwyn Eagles     | Australie   | 67.62  | 68.87  | 64.64  | 63.81  | 68.17  | 67.43  | 68.87 m |       |
| 4                  | Kamila Skolimowska | Pologne     | 67.74  | 67.88  | 67.07  | 68.05  | 67.93  | 68.02  | 68.05 m |       |
| 5                  | Manuela Montebrun  | France      | 67.78  | 66.82  | X      | X      | 67.74  | X      | 67.78 m |       |
| 6                  | Lorraine Shaw      | Royaume-Uni | 64.04  | 65.89  | 63.68  | 63.66  | 64.95  | 62.38  | 65.89 m |       |
| 7                  | Florence Ezeh      | France      | 63.66  | 65.30  | 64.93  | 65.88  | 65.76  | 64.66  | 65.88 m |       |
| 8                  | Ivana Brkljačić    | Croatie     | 65.43  | X      | X      | X      | 62.94  | X      | 65.43 m |       |
| 9                  | Kirsten Münchow    | Allemagne   | 62.51  | X      | 64.39  |        |        |        | 64.39 m |       |
| 10                 | Volha Tsander      | Biélorussie | X      | 64.10  | X      |        |        |        | 64.10 m |       |
| 11                 | Zhang Wenxiu       | Chine       | 61.61  | 60.15  | 60.70  |        |        |        | 61.61 m |       |
| 12                 | Melissa Price      | États-Unis  | 61.57  | 60.58  | 59.51  |        |        |        | 62.44 m |       |

## Légende
Records et Performances
- AR : Record continental (area record)
- CR : Record des championnats (championship record)
- MR : Record du meeting (meet record)
- NR : Record national (national record)
- OR : Record olympique (olympic record)
- PR : Record paralympique (paralympic record)
- PB : Record personnel (personal best)
- SB : Meilleure performance personnelle de la saison (season's best)
- WL : Meilleure performance mondiale de l'année (world leader)
- WJR : Record du monde junior (world junior record)
- WR : Record du monde (world record)

Circonstances et Conditions
- DNF : N'a pas terminé (did not finish)
- DNS : N'a pas pris le départ (did not start)
- DQ : Disqualification (disqualification)
- NM : Aucun essai valable enregistré (No Mark)
- Q : Qualifié « directement » au prochain tour (ou à la prochaine compétition), lors d'une compétition majeure, grâce au classement ou à la réalisation des minima (automatic qualifier)
- q : Qualifié au prochain tour (ou à la prochaine compétition), lors d'une compétition majeure, grâce au repêchage ou à la réalisation de l'une des meilleures performances parmi celles des « non qualifiés directement » (grâce au meilleur temps ou à la meilleure distance par exemple) (secondary qualifier)